# Liste des préfets de l'Oise

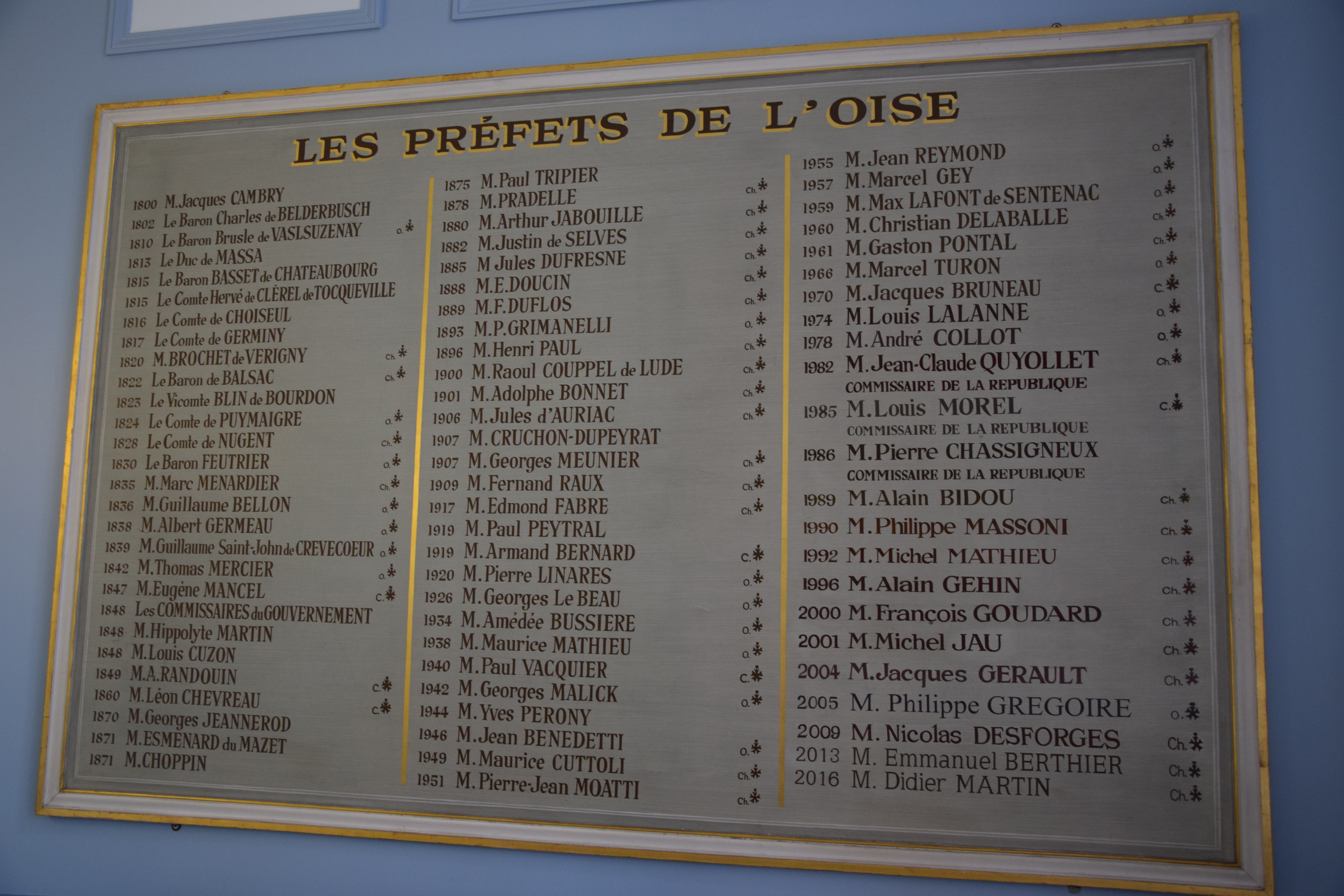
Liste des préfets de l'Oise, photographiée en 2017

Liste des préfets du département français de l'Oise depuis la création de la fonction. Le siège de la préfecture est à Beauvais.

## Liste des préfets

### Premier Empire (1800-1814)
| Période           | Période | Identité                                  | Fonction précédente                               | Observation                                                                          |
| ----------------- | ------- | ----------------------------------------- | ------------------------------------------------- | ------------------------------------------------------------------------------------ |
| 2 mars 1800       |         | Jacques Cambry                            | Administrateur du département de la Seine         |                                                                                      |
| 13 avril 1802     |         | Charles Léopold Von Heydes de Belderbusch |                                                   | Devient sénateur du Roer                                                             |
| 12 février 1810   |         | Claude-Louis Bruslé de Valsuzenay         | Préfet de l'Aube                                  | Nommé préfet de la Gironde                                                           |
| 30 septembre 1813 |         | Nicolas Régnier                           | Secrétaire général du conseil du sceau des titres | Démissionnaire pendant les cent jours Nommé préfet du Cher à la seconde restauration |

### Cent-Jours (1815)
| Période      | Période | Identité                                    | Fonction précédente | Observation                                  |
| ------------ | ------- | ------------------------------------------- | ------------------- | -------------------------------------------- |
| 6 avril 1815 |         | Anne Léonard Camille Basset de Châteaubourg | Préfet de la Vendée | Devient membre du Conseil général de l'Yonne |

### Deuxième Restauration (1815-1830)
| Période            | Période | Identité                                    | Fonction précédente                                                                      | Observation                                 |
| ------------------ | ------- | ------------------------------------------- | ---------------------------------------------------------------------------------------- | ------------------------------------------- |
| 12 juillet 1815    |         | Hervé Clérel de Tocqueville                 | Préfet de Maine-et-Loire à la première Restauration Sans fonction pendant les Cent Jours | Nommé préfet de la Côte-d'Or                |
| 31 janvier 1816    |         | Maxime de Choiseul d'Aillecourt             | Préfet de la Côte-d'Or                                                                   | Nommé préfet du Loiret                      |
| 5 février 1817     |         | comte de Germiny                            | Préfet du Lot                                                                            | Nommé Maître des requêtes au conseil d'État |
| 19 juillet 1820    |         | Anne-Félix Brochet de Vérigny               | Préfet de l'Indre                                                                        | Nommé préfet de la Loire-Inférieure         |
| 23 mars 1822       |         | Comte Auguste de Balsac                     | Préfet de Tarn-et-Garonne                                                                | Nommé préfet de la Moselle                  |
| 27 juin 1823       |         | Louis-Alexandre Blin de Bourdon             | Député de la Somme                                                                       | Nommé préfet du Pas-de-Calais               |
| 1er septembre 1824 |         | Jean François Alexandre Boudet de Puymaigre | Préfet du Haut-Rhin                                                                      | Nommé préfet de Saône-et-Loire              |
| 3 mars 1828        |         | Comte François-Louis de Nugent              | Préfet de la Charente-Inférieure                                                         | Démissionnaire                              |

### Monarchie de Juillet (1830-1848)
| Période          | Période | Identité                               | Fonction précédente                                     | Observation                           |
| ---------------- | ------- | -------------------------------------- | ------------------------------------------------------- | ------------------------------------- |
| 4 août 1830      |         | Baron Feutrier                         | préfet de la Sarthe sans suite préfet de Lot-et-Garonne | Démissionnaire. Nommé Pair de France. |
| 12 novembre 1835 |         | Marc-Numa-Alexandre Meinadier          |                                                         |                                       |
| 9 juillet 1836   |         | Guillaume Bellon                       |                                                         |                                       |
| 20 octobre 1838  |         | Albert-Edmond-Pierre-Stanislas Germeau |                                                         |                                       |
| 10 août 1839     |         | Guillaume de Crèvecœur                 |                                                         |                                       |
| 29 novembre 1842 |         | Thomas Louis Mercier                   |                                                         |                                       |
| 4 janvier 1847   |         | Eugène Mancel                          |                                                         |                                       |

### Deuxième République (1848-1852)
| Période             | Période             | Identité                           | Fonction précédente | Observation             |
| ------------------- | ------------------- | ---------------------------------- | ------------------- | ----------------------- |
| 27 février 1848     | Après le 01/04/1848 | Alexandre Barrillon                |                     |                         |
| Avant le 03/04/1848 |                     | Jacquin                            |                     | probablement sans suite |
| Avant le 03/04/1848 |                     | Charles-Bernard Desormes-Duplessis |                     |                         |
| Avant le 15/04/1848 |                     | Charles Place                      |                     |                         |
| 2 mai 1848          |                     | Hippolyte Martin                   |                     |                         |
| 7 août 1848         |                     | Louis Cuzon de Rest                |                     |                         |
| 31 décembre 1848    |                     | Androphile (dit André) Randouin    |                     |                         |

### Second Empire (1852-1870)
| Période          | Période | Identité                  | Fonction précédente | Observation |
| ---------------- | ------- | ------------------------- | ------------------- | ----------- |
| 10 janvier 1860  |         | Léon Chevreau             |                     |             |
| 7 septembre 1870 |         | Georges Jeannerod         |                     |             |
| 20 décembre 1870 |         | baron de Schwartzkoppen   |                     |             |
| 7 janvier 1871   |         | Adolphe Esmenard du Mazet |                     |             |

### Troisième République (1870-1940)
| Période          | Période | Identité                         | Fonction précédente | Observation |
| ---------------- | ------- | -------------------------------- | ------------------- | ----------- |
| 2 avril 1871     |         | Albert Choppin                   |                     |             |
| 15 octobre 1875  |         | Paul Tripier                     |                     |             |
| 22 février 1878  |         | Gustave Pradelle                 |                     |             |
| 17 novembre 1880 |         | Arthur Jabouille                 |                     |             |
| 1er mai 1882     |         | Justin Germain Casimir de Selves |                     |             |
| 25 avril 1885    |         | Jules Dufresne                   |                     |             |
| 20 juin 1888     |         | E. Doucin                        |                     |             |
| 22 mars 1889     |         | E. Duflos                        |                     |             |
| 17 mars 1893     |         | Périclès Grimanelli              |                     |             |
| 28 mai 1896      |         | Henri Paul                       |                     |             |
| 16 janvier 1900  |         | Raoul Couppel du Lude            |                     |             |
| 16 juillet 1900  |         | Adolphe Bonnet                   |                     |             |
| 31 mai 1906      |         | Jules d'Auriac                   |                     |             |
| 6 juillet 1907   |         | Cruchon-Dupeyrat                 |                     |             |
| 24 juillet 1907  |         | Georges Meunier                  |                     |             |
| 25 mai 1909      |         | Fernand Raux                     |                     |             |
| 23 novembre 1917 |         | Edmond Fabre                     |                     |             |
| 26 février 1919  |         | Paul Peytral                     |                     |             |
| 1er août 1919    |         | Armand Bernard                   |                     |             |
| 15 janvier 1920  |         | Pierre Linares                   |                     |             |
| 20 novembre 1926 |         | Georges Le Beau                  |                     |             |
| 19 mai 1934      |         | Amédée Bussière                  |                     |             |
| 31 mai 1938      |         | Maurice Mathieu                  |                     |             |

### Régime de Vichy (1940-1944)
| Période         | Période | Identité       | Fonction précédente | Observation |
| --------------- | ------- | -------------- | ------------------- | ----------- |
| 22 mai 1940     |         | Paul Vacquier  |                     |             |
| 30 octobre 1942 |         | Georges Malick |                     |             |

### GPRF et Quatrième République (1944-1958)
| Période          | Période | Identité           | Fonction précédente | Observation |
| ---------------- | ------- | ------------------ | ------------------- | ----------- |
| 18 novembre 1944 |         | Yves Perony        |                     |             |
| 24 juillet 1946  |         | Jean Benedetti     |                     |             |
| 8 juillet 1949   |         | Maurice Cuttoli    |                     |             |
| 31 octobre 1951  |         | Pierre-Jean Moatti |                     |             |
| 15 décembre 1954 |         | Jean-Émile Reymond |                     |             |
| 19 mars 1957     |         | Marcel Gey         |                     |             |

### Cinquième République (depuis 1958)
| Période          | Période          | Identité                | Fonction précédente                                                                  | Observation                                                                                               |
| ---------------- | ---------------- | ----------------------- | ------------------------------------------------------------------------------------ | --- |
| 19 mars 1957     | 13 février 1959  | Marcel Gey              | Directeur de cabinet du secrétaire d'état au Ministre de l'Intérieur Maurice Pic     | Nommé secrétaire général Régional à Oran, puis préfet inspecteur général régional à Oran,                 |
| 21 février 1960  | 14 décembre 1960 | Christian Delaballe     | Directeur du cabinet du secrétaire d'État à l'Intérieur, Maurice Bokanowski          | Nommé secrétaire général du ministère d'État chargé des affaires algériennes                              |
| 21 décembre 1960 | 2 mai 1966       | Gaston Pontal           | Préfet de la Nièvre                                                                  | Nommé préfet de la région de Basse-Normandie, préfet du Calvados                                          |
| 2 mai 1966       | 15 juin 1970     | Marcel Turon            | Préfet de la Corse                                                                   | Nommé préfet du Pas-de-Calais                                                                             |
| 15 juin 1970     | 22 janvier 1974  | Jacques Bruneau         | Préfet de la Manche                                                                  | Retraite                                                                                                  |
| 22 janvier 1974  | 19 juin 1978     | Louis Lalanne           | Préfet du Var                                                                        | Nommé préfet du Val-de-Marne                                                                              |
| 19 juin 1978     | 22 juillet 1982  | André Collot            | Préfet du Cher                                                                       | Nommé préfet hors cadre. En congé spécial en 1983. Retraite en 1984                                       |
| 22 juillet 1982  | 8 mars 1985      | Jean-Claude Quyollet    | Préfet du Gard                                                                       | Nommé préfet de la région du Limousin, Préfet de la Haute-Vienne.                                         |
| 8 mars 1985      | 2 mai 1986       | Louis Morel             | Préfet de Maine-et-Loire                                                             | Retraite; Devient PDG de l'office national à l'action sociale, éducative et culturelle pour les rapatriés |
| 2 mai 1986       |                  | Pierre Chassigneux      | Directeur central des renseignements généraux                                        | Nommé préfet de la région Aquitaine, préfet de la Gironde                                                 |
| 21 décembre 1988 | 8 février 1990   | Alain Bidou             |                                                                                      | Nommé préfet de la région Corse, préfet de la Corse-du-Sud                                                |
| 5 avril 1990     | 23 juillet 1992  | Philippe Massoni        | Préfet de l'Aube                                                                     | Nommé préfet de la région Auvergne, préfet-du-Puy de Dôme                                                 |
| 6 août 1992      | 31 octobre 1996  | Michel Mathieu          | Préfet de l'Eure                                                                     | Nommé préfet hors cadre                                                                                   |
| 31 octobre 1996  | 21 juin 2000     | Alain Géhin             |                                                                                      | Nommé préfet de la région Franche-Comté, préfet du Doubs                                                  |
| 21 juin 2000     | 29 novembre 2001 | François Goudard        | Nommé ambassadeur de France en Équateur                                              | Nommé préfet hors cadre                                                                                   |
| 29 novembre 2001 | 9 juillet 2004   | Michel Jau              | Préfet du Tarn                                                                       | |
| 9 juillet 2004   | 9 juin 2005      | Jacques Gérault         | Préfet de la Charente                                                                | Nommé directeur adjoint de Nicolas Sarkozy                                                                |
| 30 juin 2005     | 29 octobre 2009  | Philippe Grégoire       | Préfet des Pyrénées-Atlantiques                                                      | Affecté au Ministère de l'Intérieur                                                                       |
| 29 octobre 2009  | 25 juillet 2013  | Nicolas Desforges       | Préfet de Guadeloupe                                                                 | Nommé délégué interministériel aux grands événements sportifs                                             |
| 25 juillet 2013  | 1 janvier 2016   | Emmanuel Berthier       | Délégué interministériel à l'aménagement du territoire et à l'attractivité régionale | Nommé préfet de la Moselle                                                                                |
| 1 janvier 2016   | 11 octobre 2017. | Didier Martin           | Préfet du Gard                                                                       | Nommé préfet de la Moselle                                                                                |
| 11 octobre 2017  | 23 août 2020     | Louis Le Franc          | Préfet d'Indre-et-Loire                                                              | Nommé préfet du Pas-de-Calais                                                                             |
| 24 août 2020     | 4 janvier 2023,  | Corinne Orzechowski     | Préfet d'Indre-et-Loire                                                              | Nommée déléguée générale au service national universel                                                    |
| 11 janvier 2023  | 6 novembre 2024  | Catherine Séguin,       | Préfète de la Loire                                                                  | Nommée préfète de l'Isère                                                                                 |
| 6 novembre 2024, | En cours         | Jean-Marie Caillaud (d) | Conseiller aux territoires auprès du président de la République                      | |